# (27130) Dipaola
(27130) Dipaola (1998 XA3) – planetoida z grupy pasa głównego asteroid okrążająca Słońce w ciągu 4,03 lat w średniej odległości 2,53 j.a. Odkryta 8 grudnia 1998 roku.